# Carl Henrik Sandelin
Carl Henrik Sandelin, född den 20 januari 1824 i Arvika församling , Värmlands län, död den 18 februari 1871 i Lidköping, Skaraborgs län, var en svensk läkare.
Sandelin blev student vid Uppsala universitet 1843, medicine kandidat 1852, medicine licentiat 1855 och kirurgie magister 1859. Han tjänstgjorde som bruksläkare vid Ramnäs bruk i Västmanlands län 1855, stadsläkare i Oskarshamn 1856—58, distriktsläkare i Karlskoga bergslag, Örebro län, 1859—62, andre bataljonsläkare vid Jönköpings regemente 1862—64, tillförordnad extra provinsialläkare i Värnamo distrikt, Jönköpings län, 1862—64, extra provinsialläkare där 1864—66 och provinsialläkare där 1866—67 samt som provinsialläkare i Lidköpings distrikt från 1867.
Han var gift med Beda Kihlbom och far till Ellen Sandelin.